# Cimicodes purpurea
Cimicodes purpurea là một loài bướm đêm trong họ Geometridae.